# Georges Marty (compositeur)
Pour les articles homonymes, voir Georges Marty et Marty.
Georges Marty (né Eugène Georges Marty, 10e arrondissement de Paris, 16 mai 1860 – 9e arrondissement de Paris, 11 octobre 1908) est un chef d'orchestre et un compositeur français associé aux grandes scènes d'opéra de Paris,.Il repose au cimetière des Batignolles à Paris.

## Biographie
Affichant très tôt un talent musical, Georges-Eugène Marty est entré au Conservatoire de Paris à 12 ans, où il a été l'élève de E.N. Gillette pour le solfège, de Théodore Dubois pour l'harmonie, de César Franck pour l'orgue et de Jules Massenet pour la composition. Il y a remporté le premier prix de solfège en 1875. Il a obtenu ensuite le premier prix d'harmonie en 1878 et le Prix de Rome en 1882 avec sa cantate Edith. Après son séjour à Rome, il s'est rendu en Sicile, en Tunisie et en Allemagne avant de retourner dans la capitale française où il gagné beaucoup d'expérience en tant que chef de chœur.
À partir de 1892, Marty est intervenu dans des productions au Théâtre-Lyrique dont celle de Samson et Dalila, et de La jolie fille de Perth à l'Eden Théâtre. À l'Opéra (1895-1896), il a participé à des productions de Gwendoline, Djelma, Tannhäuser, Messidor et Die Meistersinger von Nürnberg. Quand les concerts de l'Opéra de Paris ont été créés, il a dirigé des œuvres orchestrales modernes.
Il fait ses débuts à l'Opéra-comique où il a conduit Manon le 11 mars 1900. Il a ensuite effectué la première production à la Salle Favart d'Iphigénie en Tauride en juin cette année. Son répertoire comprenait également Joseph, Mireille et Les Visitandines et la création de Le follet et de Phoebé.
Marty a été le chef d'orchestre de l'Orchestre de la Société des concerts du Conservatoire du 12 juin 1901 jusqu'au 11 octobre 1908, où il a dirigé un vaste répertoire de Bach aux compositeurs contemporains, donnant plusieurs premières locales. On peut citer la Passion selon saint Jean, le Magnificat et l’Oratorio de Noël de Bach, le Saül de Haendel, et des œuvres de Rameau, mais aussi Die Schöpfung et Die Jahreszeiten de Haydn, le Requiem de Mozart, La Lyre et la Harpe de Saint-Saëns et Les Béatitudes de César Franck.
Il est devenu le professeur de la classe ensemble vocal au Conservatoire de Paris en 1892, et chef de chant à l'Opéra en 1893.
En 1906, il a remplacé Jules Danbé pour les concerts classiques du Casino de Vichy. Il y est mort d'une maladie du foie comme la saison 1908 achevait.
Sa femme, Séraphine Louise Marie de Wulf, était une mezzo-soprano se produisant à la fois à l'opéra et en concert. Son fils unique a été tué au début de la Première Guerre mondiale.

## Distinctions
- Officier d'Académie[8]
- Chevalier de la Légion d'honneur (1910)[9]

## Œuvres
Ses compositions comprennent Ballade d'hiver (1885), des mélodies et des pièces pour piano.
Opéras
- Le duc de Ferrare, un drame lyrique en trois actes, (livret de Paul Milliet) a été composé après son retour de Rome, mais n'a été créé que le 30 mai 1899 (au Théâtre de la Renaissance, avec Gabriel Soulacroix, Louis Delaquerrière et Marie Lebey)[3].
- Daria (Adolphe Aderer et Armand Ephraïm, Opéra, le 27 janvier 1905)
- La Grande Mademoiselle
- Lysie, pantomime (1888)

Musique symphonique
- Balthasar, ouverture (1887)
- Merlin enchanté, poème symphonique
- Petite suite romantique
- Les Saisons (1888)
- Matinée de printemps, poème symphonique (1888)